# 日本オープンゴルフ選手権競技
日本オープンゴルフ選手権競技（にほんオープンゴルフせんしゅけんきょうぎ）は、毎年秋季（10月）に開催される日本の男子プロゴルフメジャー大会の1つ。日本選手権大会に相当する日本ゴルフ協会（JGA）主催競技でもあり、日本ゴルフツアー機構（JGTO）のメジャー大会の1つでもある。

## 大会概要
大会の歴史は1927年（昭和2年）にスタートし、この年はアマチュア選手の赤星六郎が初代優勝者に輝いた。以来日本のトッププロとトップアマチュアが出場し、日本プロ選手権と並ぶビッグイベントに成長した。
大会は毎年開催する都道府県を変えて4日間72ホールストロークプレーで開催されるが、天災などの事情で4日間で72ホール消化できなかった時には月曜日が予備日となっている。以下の選手に出場資格が与えられる。出場選手は最大120名となっている。
- 前年度の日本ゴルフツアー機構公認試合における賞金ランキング上位20選手
- 今年度の同ツアー公認試合（8月のKBCオーガスタゴルフトーナメントまで）の賞金ランキング上位30選手
- 前回の当大会優勝者を含む各種シードを保有している選手
- 北海道、中部、関西、中・四国、九州の各地区連盟が主催する地区オープン選手権競技（関西のみツアー競技として毎年5月、他は後援競技として毎年9月[注 1]に開催）の上位選手（なお過去には関東、東北のオープンゴルフ入賞者も対象となったが、その後廃止された）
- 当年日本アマチュアゴルフ選手権競技優勝者
- 前年日本シニアオープンゴルフ選手権競技優勝者
- 日本オープン出場者決定予選会の上位選手
- JGA特別承認者

1996年大会から2005年大会までの賞金総額は1億2000万円、優勝賞金は2400万円だったが、2006年大会からは賞金が大幅に増額となり、2021年現在賞金総額2億1000万円、優勝賞金4200万円となっている。ただし2020年は新型コロナ対策の費用がかかったため25%減でおこなった。また、優勝選手にはJGAオープン杯、NHK杯、内閣総理大臣杯が授与されるほか、副賞としてJGAオフィシャルスポンサーのNECより賞品、さらに5年間の無条件シード権が与えられる。またローアマチュアにはボビー・ジョーンズ杯が贈られる。
大会の模様は共催のNHKが1972年から中継放映している（同年の大会はNHK初のゴルフ中継でもあった）。週末の2日間および2007年から予選ラウンドも総合テレビで中継。2011年にデジタル放送に完全統合されてからは、午後序盤をBS1、後半を総合テレビにリレー中継する体裁が取られている。2013年は国会中継（第185臨時国会・参議院代表質問）の影響もあり、初日は総合テレビでの生放送ができずBS1で全編を放送。最終日も雨天延期と国会中継（予算委員会集中審議）のため総合テレビでの生放送が不可能となり、BS1での生中継のみとなった。2024年は全日程総合テレビで生中継しBS（旧：BS1）では放送しない。第3日は、10月27日投開票の第50回衆議院議員総選挙に向けて日本記者クラブ主催の党首討論会を生中継したことから16:14 - 18:34までの録画中継となった（党首討論会が予定より長引いたため当初予定より11分遅れての放送開始となり17:59 - 18:34まではサブチャンネルで放送した）。NHKのゴルフ中継は生中継が基本なので録画中継は極めて珍しい。また、近畿地方ではプロ野球クライマックスシリーズセリーグファーストステージ第1戦「阪神タイガース対横浜DeNAベイスターズ」をメインチャンネルで中継し当大会をサブチャンネルで中継する予定だったがメインチャンネルで党首討論会、サブチャンネルでプロ野球をそれぞれ生中継した。かっては、第3日、第4日の中継は日中の中継を補完するために、総合テレビでは当日深夜（実勢日付上は翌日未明）に50分程度にまとめたハイライト放送が行われていた。これは、同じNHKで中継する日本女子オープンゴルフ選手権競技でも行われていた。

## 大会歴代優勝者
(a)はアマチュア
| 回数                                             | 開催時期                | 優勝者                 | 開催地   | 開催コース                                 |
| ------------------------------------------------ | ----------------------- | ---------------------- | -------- | ------------------------------------------ |
| 第1回                                            | 1927年5月28日、29日     | 赤星六郎(a)            | 神奈川県 | 程ヶ谷カントリー倶楽部                     |
| 第2回                                            | 1928年5月26日、27日     | 浅見緑蔵               | 東京都   | 東京ゴルフ倶楽部駒沢コース                 |
| 第3回                                            | 1929年6月8日、9日       | 宮本留吉               | 大阪府   | 茨木カンツリー倶楽部                       |
| 第4回                                            | 1930年10月25日、26日    | 宮本留吉               | 大阪府   | 茨木カンツリー倶楽部                       |
| 第5回                                            | 1931年10月31日、11月1日 | 浅見緑蔵               | 神奈川県 | 程ヶ谷カントリー倶楽部                     |
| 第6回                                            | 1932年10月8日、9日      | 宮本留吉               | 大阪府   | 茨木カンツリー倶楽部                       |
| 第7回                                            | 1933年10月6日〜8日      | 中村兼吉               | 埼玉県   | 霞ヶ関カンツリー倶楽部東コース             |
| 1934年は室戸台風に伴う関西風水害のため中止。     |                         |                        |          |                                            |
| 第8回                                            | 1935年10月30日〜11月1日 | 宮本留吉               | 埼玉県   | 東京ゴルフ倶楽部朝霞コース                 |
| 第9回                                            | 1936年10月28日〜30日    | 宮本留吉               | 兵庫県   | 鳴尾ゴルフ倶楽部猪名川コース               |
| 第10回                                           | 1937年6月3日〜5日       | 陳清水                 | 神奈川県 | 相模カンツリー倶楽部                       |
| 第11回                                           | 1938年10月11日〜13日    | 林万福                 | 神奈川県 | 藤沢ゴルフクラブ                           |
| 第12回                                           | 1939年6月7日〜9日       | 戸田藤一郎             | 兵庫県   | 廣野ゴルフ倶楽部                           |
| 第13回                                           | 1940年5月28日〜30日     | 宮本留吉               | 埼玉県   | 東京ゴルフ倶楽部朝霞コース                 |
| 第14回                                           | 1941年5月8日〜10日      | 延徳春（延原徳春）     | 神奈川県 | 程ヶ谷カントリー倶楽部                     |
| 1942年〜1949年は第二次世界大戦の影響のため中止。 |                         |                        |          |                                            |
| 第15回                                           | 1950年10月2日、3日      | 林由郎                 | 千葉県   | 我孫子ゴルフ倶楽部                         |
| 第16回                                           | 1951年10月3日、4日      | 小野光一               | 兵庫県   | 鳴尾ゴルフ倶楽部猪名川コース               |
| 第17回                                           | 1952年10月8日〜10日     | 中村寅吉               | 静岡県   | 川奈ホテルゴルフコース富士コース           |
| 第18回                                           | 1953年10月5日〜7日      | 小野光一               | 兵庫県   | 宝塚ゴルフ倶楽部                           |
| 第19回                                           | 1954年9月27日〜29日     | 林由郎                 | 埼玉県   | 東京ゴルフ倶楽部                           |
| 第20回                                           | 1955年9月19日〜21日     | 小野光一               | 兵庫県   | 廣野ゴルフ倶楽部                           |
| 第21回                                           | 1956年9月18日〜20日     | 中村寅吉               | 埼玉県   | 霞ヶ関カンツリー倶楽部西コース             |
| 第22回                                           | 1957年9月17日〜19日     | 小針春芳               | 愛知県   | 愛知カンツリー倶楽部東山コース             |
| 第23回                                           | 1958年10月28日〜30日    | 中村寅吉               | 千葉県   | 鷹之台カンツリー倶楽部                     |
| 第24回                                           | 1959年9月28日〜30日     | 陳清波                 | 神奈川県 | 相模原ゴルフクラブ東コース                 |
| 第25回                                           | 1960年9月26日〜28日     | 小針春芳               | 兵庫県   | 廣野ゴルフ倶楽部                           |
| 第26回                                           | 1961年11月8日〜10日     | 細石憲二               | 千葉県   | 鷹之台カンツリー倶楽部                     |
| 第27回                                           | 1962年9月26日〜28日     | 杉原輝雄               | 千葉県   | 千葉カントリークラブ梅郷コース             |
| 第28回                                           | 1963年9月18日〜20日     | 戸田藤一郎             | 三重県   | 四日市カンツリー倶楽部                     |
| 第29回                                           | 1964年10月27日〜29日    | 杉本英世               | 埼玉県   | 東京ゴルフ倶楽部                           |
| 第30回                                           | 1965年10月6日〜8日      | 橘田規                 | 愛知県   | 三好カントリー倶楽部                       |
| 第31回                                           | 1966年10月4日〜6日      | 佐藤精一               | 千葉県   | 袖ヶ浦カンツリークラブ                     |
| 第32回                                           | 1967年10月2日〜4日      | 橘田規                 | 兵庫県   | 廣野ゴルフ倶楽部                           |
| 第33回                                           | 1968年10月2日〜4日      | 河野高明               | 千葉県   | 総武カントリークラブ 東コース・中コース    |
| 第34回                                           | 1969年9月30日〜10月2日  | 杉本英世               | 兵庫県   | 小野ゴルフ倶楽部                           |
| 第35回                                           | 1970年9月30日〜10月2日  | 橘田光弘               | 埼玉県   | 武蔵カントリークラブ笹井コース             |
| 第36回                                           | 1971年9月28日〜10月1日  | 藤井義将               | 愛知県   | 愛知カンツリー倶楽部東山コース             |
| 第37回                                           | 1972年9月28日〜10月1日  | 韓長相                 | 茨城県   | 大利根カントリークラブ東コース             |
| 第38回                                           | 1973年9月27日〜30日     | ベン・アルダ           | 大阪府   | 茨木カンツリー倶楽部西コース               |
| 第39回                                           | 1974年9月26日〜29日     | 尾崎将司               | 茨城県   | セントラルゴルフクラブ東コース             |
| 第40回                                           | 1975年9月25日〜28日     | 村上隆                 | 愛知県   | 春日井カントリークラブ東コース             |
| 第41回                                           | 1976年11月11日〜15日    | 島田幸作               | 茨城県   | セントラルゴルフクラブ東コース             |
| 第42回                                           | 1977年11月17日〜20日    | セベ・バレステロス     | 千葉県   | 習志野カントリークラブ                     |
| 第43回                                           | 1978年11月2日〜5日      | セベ・バレステロス     | 神奈川県 | 横浜カントリークラブ西コース               |
| 第44回                                           | 1979年11月1日〜4日      | 郭吉雄                 | 滋賀県   | 日野ゴルフ倶楽部キングコース               |
| 第45回                                           | 1980年10月31日〜11月3日 | 菊地勝司               | 神奈川県 | 相模原ゴルフクラブ東コース                 |
| 第46回                                           | 1981年10月29日〜11月1日 | 羽川豊                 | 岐阜県   | 日本ラインゴルフ倶楽部東コース             |
| 第47回                                           | 1982年10月28日〜31日    | 矢部昭                 | 埼玉県   | 武蔵カントリークラブ豊岡コース             |
| 第48回                                           | 1983年9月29日〜10月2日  | 青木功                 | 兵庫県   | 六甲国際ゴルフ倶楽部 中・東コース          |
| 第49回                                           | 1984年10月4日〜7日      | 上原宏一               | 埼玉県   | 嵐山カントリークラブ                       |
| 第50回                                           | 1985年10月10日〜13日    | 中嶋常幸               | 愛知県   | 東名古屋カントリークラブ西コース           |
| 第51回                                           | 1986年10月9日〜12日     | 中嶋常幸               | 神奈川県 | 戸塚カントリー倶楽部西コース               |
| 第52回                                           | 1987年10月8日〜11日     | 青木功                 | 兵庫県   | 有馬ロイヤルゴルフクラブ 東・中コース      |
| 第53回                                           | 1988年10月6日〜9日      | 尾崎将司               | 埼玉県   | 東京ゴルフ倶楽部                           |
| 第54回                                           | 1989年10月5日〜8日      | 尾崎将司               | 愛知県   | 名古屋ゴルフ倶楽部・和合コース             |
| 第55回                                           | 1990年10月4日〜7日      | 中嶋常幸               | 北海道   | 小樽カントリー倶楽部                       |
| 第56回                                           | 1991年10月10日〜13日    | 中嶋常幸               | 山口県   | 下関ゴルフ倶楽部                           |
| 第57回                                           | 1992年10月8日〜12日     | 尾崎将司               | 茨城県   | 龍ヶ崎カントリー倶楽部                     |
| 第58回                                           | 1993年10月7日〜10日     | 奥田靖己               | 滋賀県   | 琵琶湖カントリー倶楽部 栗東・三上コース    |
| 第59回                                           | 1994年9月29日〜10月2日  | 尾崎将司               | 三重県   | 四日市カンツリー倶楽部                     |
| 第60回                                           | 1995年9月28日〜10月1日  | 伊沢利光               | 埼玉県   | 霞ヶ関カンツリー倶楽部東コース             |
| 第61回                                           | 1996年9月26日〜29日     | ピーター・テラベイネン | 大阪府   | 茨木カンツリー倶楽部西コース               |
| 第62回                                           | 1997年10月2日〜5日      | クレイグ・パリー       | 福岡県   | 古賀ゴルフ・クラブ                         |
| 第63回                                           | 1998年10月1日〜4日      | 田中秀道               | 茨城県   | 大洗ゴルフ倶楽部                           |
| 第64回                                           | 1999年9月30日〜10月3日  | 尾崎直道               | 北海道   | 小樽カントリー倶楽部                       |
| 第65回                                           | 2000年10月12日〜15日    | 尾崎直道               | 千葉県   | 鷹之台カンツリー倶楽部                     |
| 第66回                                           | 2001年10月11日〜14日    | 手嶋多一               | 埼玉県   | 東京ゴルフ倶楽部                           |
| 第67回                                           | 2002年10月17日〜20日    | デビッド・スメイル     | 山口県   | 下関ゴルフ倶楽部                           |
| 第68回                                           | 2003年10月16日〜19日    | 深堀圭一郎             | 栃木県   | 日光カンツリー倶楽部                       |
| 第69回                                           | 2004年10月14日〜17日    | 谷口徹                 | 石川県   | 片山津ゴルフ倶楽部白山コース               |
| 第70回                                           | 2005年10月13日〜16日    | 片山晋呉               | 兵庫県   | 廣野ゴルフ倶楽部                           |
| 第71回                                           | 2006年10月12日〜15日    | ポール・シーハン       | 埼玉県   | 霞ヶ関カンツリー倶楽部西コース             |
| 第72回                                           | 2007年10月11日〜14日    | 谷口徹                 | 神奈川県 | 相模原ゴルフクラブ東コース                 |
| 第73回                                           | 2008年10月16日〜19日    | 片山晋呉               | 福岡県   | 古賀ゴルフ・クラブ                         |
| 第74回                                           | 2009年10月15日〜18日    | 小田龍一               | 埼玉県   | 武蔵カントリークラブ豊岡コース             |
| 第75回                                           | 2010年10月14日〜17日    | 金庚泰                 | 愛知県   | 愛知カンツリー倶楽部東山コース             |
| 第76回                                           | 2011年10月13日〜16日    | 裵相文                 | 千葉県   | 鷹之台カンツリー倶楽部                     |
| 第77回                                           | 2012年10月11日〜14日    | 久保谷健一             | 沖縄県   | 那覇ゴルフ倶楽部                           |
| 第78回                                           | 2013年10月17日〜21日    | 小林正則               | 茨城県   | 茨城ゴルフ倶楽部東コース                   |
| 第79回                                           | 2014年10月16日〜19日    | 池田勇太               | 千葉県   | 千葉カントリークラブ梅郷コース             |
| 第80回                                           | 2015年10月15日〜18日    | 小平智                 | 兵庫県   | 六甲国際ゴルフ倶楽部東コース               |
| 第81回                                           | 2016年10月13日〜16日    | 松山英樹               | 埼玉県   | 狭山ゴルフ・クラブ                         |
| 第82回                                           | 2017年10月12日〜15日    | 池田勇太               | 岐阜県   | 岐阜関カントリー倶楽部東コース             |
| 第83回                                           | 2018年10月11日〜14日    | 稲森佑貴               | 神奈川県 | 横浜カントリークラブ                       |
| 第84回                                           | 2019年10月17日〜20日    | チャン・キム           | 福岡県   | 古賀ゴルフ・クラブ                         |
| 第85回                                           | 2020年10月15日〜18日    | 稲森佑貴               | 千葉県   | 紫カントリークラブすみれコース             |
| 第86回                                           | 2021年10月14日〜17日    | ショーン・ノリス       | 滋賀県   | 琵琶湖カントリー倶楽部 琵琶湖・三上コース  |
| 第87回                                           | 2022年10月20日〜23日    | 蟬川泰果(a)            | 兵庫県   | 三甲ゴルフ倶楽部ジャパンコース             |
| 第88回                                           | 2023年10月12日〜15日    | 岩﨑亜久竜             | 大阪府   | 茨木カンツリー倶楽部・西コース             |
| 第89回                                           | 2024年10月10日～13日    | 今平周吾               | 埼玉県   | 東京ゴルフ倶楽部                           |
| 第90回                                           | 2025年10月16–19日       |                        | 栃木県   | 日光カンツリー倶楽部                       |
| 第91回                                           | 2026年10月15–18日       |                        | 滋賀県   | タラオカントリークラブ 西コース            |
| 第92回                                           | 2027年                  |                        | 千葉県   | 房総カントリークラブ 房総ゴルフ場 東コース |
| 第93回                                           | 2028年                  |                        |          |                                            |
| 第94回                                           | 2029年                  |                        | 福岡県   | 玄海ゴルフクラブ                           |